# العلاقات الرومانية اللاتفية
العلاقات الرومانية اللاتفية هي العلاقات الثنائية التي تجمع بين رومانيا ولاتفيا.

## مقارنة بين البلدين
هذه مقارنة عامة ومرجعية للدولتين:
| وجه المقارنة                                              | رومانيا                                                                               | لاتفيا                                             |
| --------------------------------------------------------- | ------------------------------------------------------------------------------------- | -------------------------------------------------- |
| المساحة (كم2)                                             | 238.40 ألف                                                                            | 64.59 ألف                                          |
| عدد السكان (نسمة)                                         | 19.59 مليون                                                                           | 1.93 مليون                                         |
| الكثافة السكانية (ن./كم²)                                 | 82.17                                                                                 | 29.88                                              |
| العاصمة                                                   | بوخارست                                                                               | ريغا                                               |
| اللغة الرسمية                                             | اللغة الرومانية                                                                       | اللغة اللاتفية                                     |
| العملة                                                    | ليو روماني                                                                            | يورو، لاتس لاتفي، الروبل اللاتفي ‏، الروبل اللاتفي ‏ |
| الناتج المحلي الإجمالي (بليون دولار)                      | 211.80 مليار                                                                          | 30.26 مليار                                        |
| الناتج المحلي الإجمالي (تعادل القوة الشرائية) بليون دولار | 465.56 مليار                                                                          | 49.24 مليار                                        |
| الناتج المحلي الإجمالي الاسمي للفرد دولار أمريكي          | 9.47 ألف                                                                              | 14.06 ألف                                          |
| الناتج المحلي الإجمالي للفرد دولار أمريكي                 | 23.63 ألف                                                                             | 23.55 ألف                                          |
| مؤشر التنمية البشرية                                      | 0.793                                                                                 | 0.819                                              |
| رمز المكالمات الدولي                                      | +40                                                                                   | +371                                               |
| رمز الإنترنت                                              | .ro                                                                                   | .lv                                                |
| المنطقة الزمنية                                           | ت ع م+02:00، ت ع م+03:00، أوروبا/بوخارست ‏، توقيت شرق أوروبا، توقيت شرق أوروبا الصيفي ‏ | ت ع م+02:00، ت ع م+03:00، أوروبا/ريغا ‏             |

## مدن متوأمة
في ما يلي قائمة باتفاقيات التوأمة بين مدن رومانية ولاتفية:
- ترتبط سيريت مع سيغولدا باتفاقية توأمة.

## منظمات دولية مشتركة
يشترك البلدان في عضوية مجموعة من المنظمات الدولية، منها:
| علم المنظمة | اسم المنظمة                               | تاريخ انضمام رومانيا | تاريخ انضمام لاتفيا |
| ----------- | ----------------------------------------- | -------------------- | ------------------- |
|             | المنظمة الأوروبية لسلامة الملاحة الجوية   | 1996                 | 2011                |
|             | المنظمة الهيدروغرافية الدولية             | ?                    | ?                   |
|             | منظمة الشرطة الجنائية الدولية             | ?                    | ?                   |
|             | الاتحاد البريدي العالمي                   | ?                    | ?                   |
|             | مركز تنسيق الحركة في أوروبا ‏              | ?                    | ?                   |
|             | حلف شمال الأطلسي                          | 29 مارس 2004         | 29 مارس 2004        |
|             | منظمة التجارة العالمية                    | 1995                 | 1999                |
|             | الفريق المعني برصد الأرض                  | ?                    | ?                   |
|             | مجموعة الموردين النوويين                  | ?                    | ?                   |
|             | مؤسسة التنمية الدولية                     | 12 أبريل 2014        | 11 أغسطس 1992       |
|             | اتفاقية السماوات المفتوحة                 | ?                    | ?                   |
|             | منظمة الأمن والتعاون في أوروبا            | 25 يونيو 1973        | 10 سبتمبر 1991      |
|             | مؤسسة التمويل الدولية                     | 23 سبتمبر 1990       | 29 سبتمبر 1993      |
|             | مجلس أوروبا                               | 7 أكتوبر 1993        | ?                   |
|             | منظمة حظر الأسلحة الكيميائية              | ?                    | ?                   |
|             | الأمم المتحدة                             | 14 ديسمبر 1955       | 17 سبتمبر 1991      |
|             | الاتحاد الدولي للاتصالات                  | 9 فبراير 1866        | 11 ديسمبر 1921      |
|             | الاتحاد الأوروبي                          | 2007                 | 1 مايو 2004         |
|             | البنك الدولي للإنشاء والتعمير             | 15 ديسمبر 1972       | 11 أغسطس 1992       |
|             | مجموعة أستراليا                           | 1995                 | 2004                |
|             | المركز الدولي لتسوية المنازعات الاستشارية | 12 أكتوبر 1975       | 7 سبتمبر 1997       |
|             | وكالة ضمان الاستثمار متعدد الأطراف        | 10 سبتمبر 1992       | 21 أغسطس 1998       |
|             | يونسكو                                    | 27 يوليو 1956        | 9 يوليو 1951        |

## وصلات خارجية
- موقع وزارة الخارجية الرومانية
- موقع وزارة الخارجية اللاتفية